# Tre mani nella fontana
Tre mani nella fontana (Three Hands in the Fountain) è un romanzo giallo del 1996 scritto da Lindsey Davis, nono volume della serie ambientata nella Roma imperiale del I secolo, incentrata sulle indagini dell'investigatore privato Marco Didio Falco.
È ambientato a Roma fra l'agosto e il settembre 73 e vede Falco alle prese per la prima volta con un serial killer, che dissemina resti delle proprie vittime nella rete degli acquedotti.

## Trama
(Sesto Giulio Frontino, De Aquis, I, 16)
Rientrato a Roma dalla riuscita missione nella regione spagnola della Betica (vedi il precedente Notte a Corduba) con la compagna Elena Giustina e un nuovo membro della famiglia, la figlioletta Giulia Giunilla, Marco Didio Falco vorrebbe solo rientrare nell'abituale routine, ma scopre di doversi adattare ad avere un socio inaspettato nel suo lavoro di investigatore, l'amico fraterno Petronio Longo, temporaneamente sospeso dal proprio incarico nei vigili a causa dell'equivoco rapporto con Balbina Milvia, figlia di un criminale su cui hanno entrambi indagato (vedi il precedente Fuga o morte), e per lo stesso motivo cacciato di casa dalla moglie Silvia.
Quando i due trovano casualmente in una fontana una mano, cominciano ad indagare su un possibile delitto e scoprono con orrore che ritrovamenti di resti simili nella rete degli acquedotti romano non sono rari, ma tenuti accuratamente nascosti per non turbare la popolazione, ed ancor peggio è l'abituale ritrovamento nel fiume Tevere di tronchi umani, privi di testa ed arti. Non si tratta quindi di un singolo fatto, ma di una vera e propria serie di omicidi, sulla quale nessuno ha indagato.
Le loro ricerche costringono il curator aquarum ad intraprendere un'indagine ufficiale, peccato solo che decida di servirsi di Anacrite, prima spia di palazzo e nemico di lunga data di Falco. Quando però nel pieno dei Grandi Giochi la notizia diventa di dominio pubblico e rischia di causare disordini popolari, Vespasiano stesso affida una commissione speciale di inchiesta all'ex console Sesto Giulio Frontino, prossimo alla partenza come nuovo governatore della Britannia, che a sua volta si rivolge a coloro che hanno dato inizio a tutto, Falco e Petronio, appunto.
La loro caccia dell'assassino si concentra attorno al Circo Massimo, durante i giochi, e li porta a risalire il percorso degli acquedotti nella campagna laziale fino alla località di villeggiatura di Tibur.

## Edizioni
- Lindsey Davis, Tre mani nella fontana, collana I Marlin, traduzione di Maria Elena Vaccarini, Marco Tropea Editore, 7 giugno 2007, ISBN 978-88-438-0620-1.